# 中华人民共和国城市化

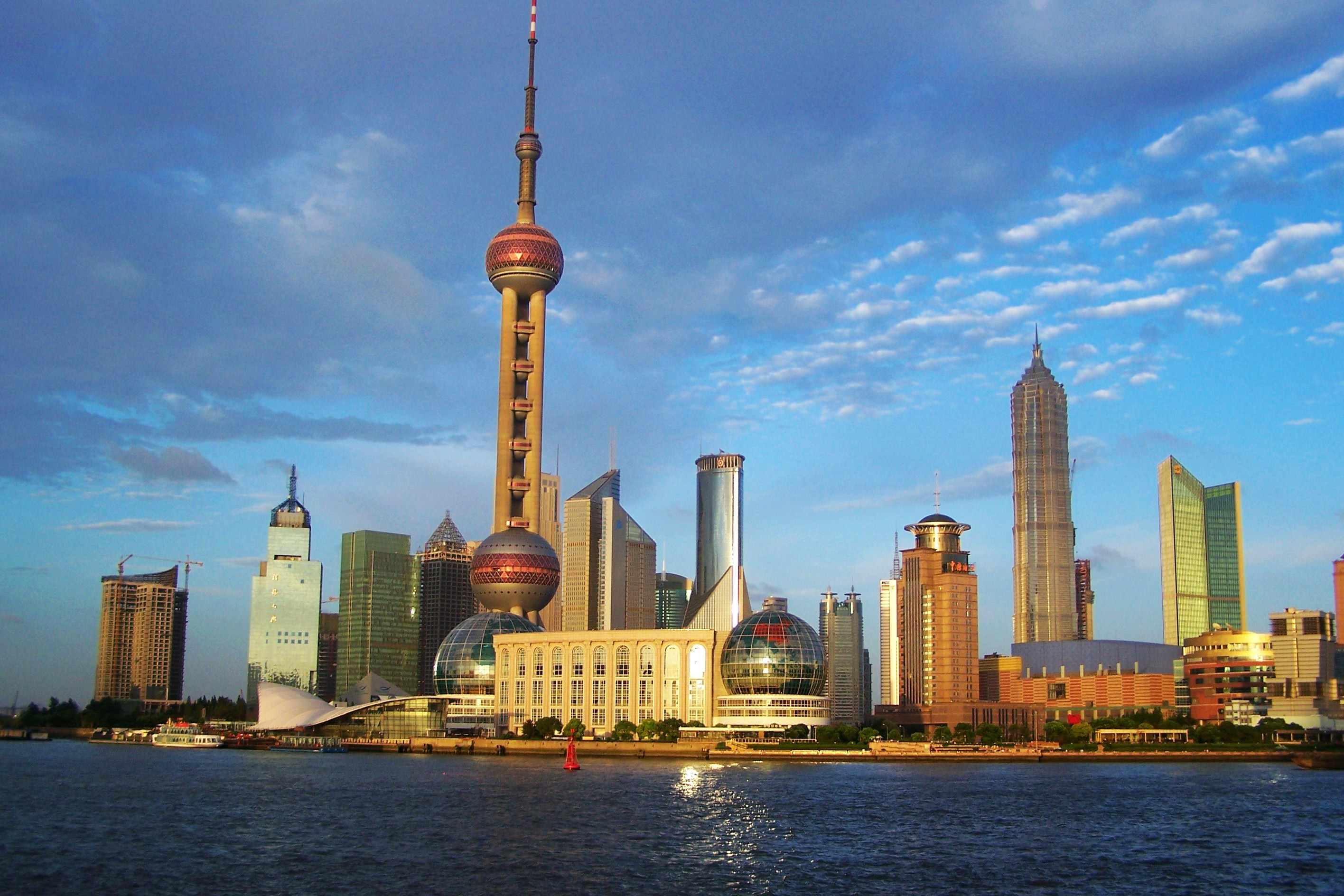
上海浦东新区，中国城市的代表之一

城市化，通常指农业人口有较大数量转化为城市人口，并在特定空间集聚到一定规模的过程，以及随之引起的社会一系列变化。中国的城市化进程主要集中在改革开放政策实施后。1980年代以前，由于中国经济水平始终较低，加上人口管控，城市化一直没有获得健康良好的发展，农村经济一度在中国占据了主导地位。随着1980年代以来中国经济的腾飞，大量人口涌入城市，中国城市化水平得到了空前发展。
根据中国大陆1953年，1964年，1982年，1990年，2000年和2010年的六次人口普查，城市化率依次为12.84%，17.58%，20.43%，25.84%，35.39%和49.68%，而截至2011年，已经首次超过50%，达到51.27%。2014年中国城镇化率达到54.77%。据2017年国家统计局数据显示，2016年中国城镇化率达到57.35%，其中城镇常住人口79298万人，比2015年增加2182万人，乡村常住人口58973万人，减少1373万人。
当前中国正处在城市化进程的最快时期，城市化率以每年接近2%的速度递增。政府计划在未来十年内使城市人口在全国总人口中所占的比重达到 70%，在数量上达到9亿左右。城市和工业区域产生了一个巨大的城市弧从东北部的哈尔滨到北京再延伸到长江口的中国的大城市上海。在中国内部的不平衡的发展和迁移下，大量的人口迁移到了中国东部地区，特别是东部沿海地区的城市化程度明显高于西部地区。

## 古代

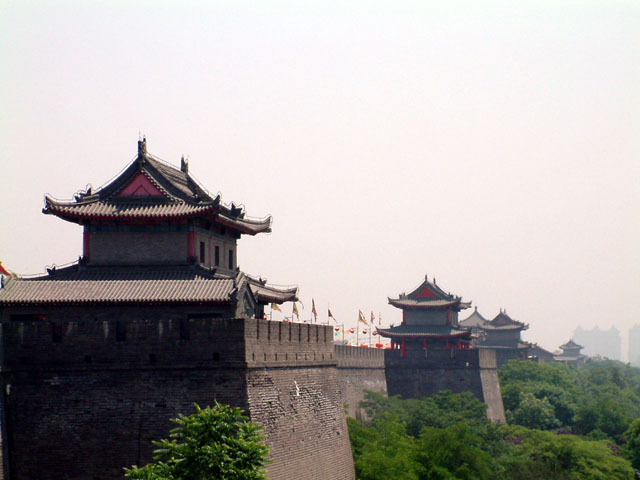
威严庄重的西安明代城墙，是目前世界上保存最完好的古代城墙之一

中国城市化发展来自于农业生产的盈余，这个判断来源于：
1. 直到清朝末期，中国才开始进口适量的食物来给予自己的子民；
2. 手工艺品从来没有挑战农业在经济中的统治地位，尽管他们之间存在着共生关系。

基于同样的原因，尽管大城市在这个过程中建立了起来了，城市化比率没有超过总人口的10%。中国的城市在历史上增多此达到相当繁盛的水平，唐宋时城市人口占总人口的比重达10%。宋朝期间，北宋的首都开封和南宋的首都杭州分别有近140万和100万居民。但到清代前期，尽管城市人口的绝对数量仍在增加，可城市人口的比重相对下降5%。 

## 近代（1840-1949）

### 近代中国城市化的起步（1840-1895）
“以1843年中国城镇人口2072万计，比北宋增加近1倍，比盛唐增加约1.5倍，但同期内全国总人口增加幅度更大，因此城镇人口比重下降了大约一半，即从10%左右降至略高于5%。” 
从1840年开始，中国人口城市化的比率从5.1%上升到7.7-7.9%。 城市化主要在沿海沿江地区进行，在外贸带动下兴起的“商业化”是推动中国城市化发展的主要动力，在该阶段下刚刚起步的工业化对近代城市化产生的拉力十分有限，加上清代中后期时局动荡，整个国家的城市化进程缓慢。

### 近代中国城市化的初步发展（1895-1937）
“直到1895年，上海几乎仍旧是个纯粹经商的城市，因此人口从未超过50万。从上海开埠到此期间，由于外国人创办经商机构的结果，上海人口增加了一倍。但是如果与1895年以后伴随着市内现代工业制度发展而造成的人口激增相比，那么早期的人口增长就显得微不足道。”
这一阶段中中国的城市化率从19世纪末的7-8%提高到20世纪30年代中期12-15%，部分大中城市的发展速度明显加速，其中以一些大城市人口增长尤为显著。假设1843年人口数为100，到1933年时，上海为1520，天津为600，南京为560，北京为150，长沙为190。
边疆省份城市化的较大发展，特别是东北地区的城市发展迅速。1907年，东北1万人以上的城市仅有37个，没有一个20万人以上的城市，10-20万人的城市仅有2个。1930年，城市总数达75个，另有120余个县城人口在2000人以上，其中20万人以上城市3个，10-20万人的城市2个。沈阳、大连、鞍山、抚顺、齐齐哈尔、哈尔滨等城市成为区域的经济中心。然而中国城市化发展一直处于严重的不均衡格局。到1936年，上海、天津、青岛、广州、北平、南京、无锡7个城市的工业产值占了关内工业总产值的94%。

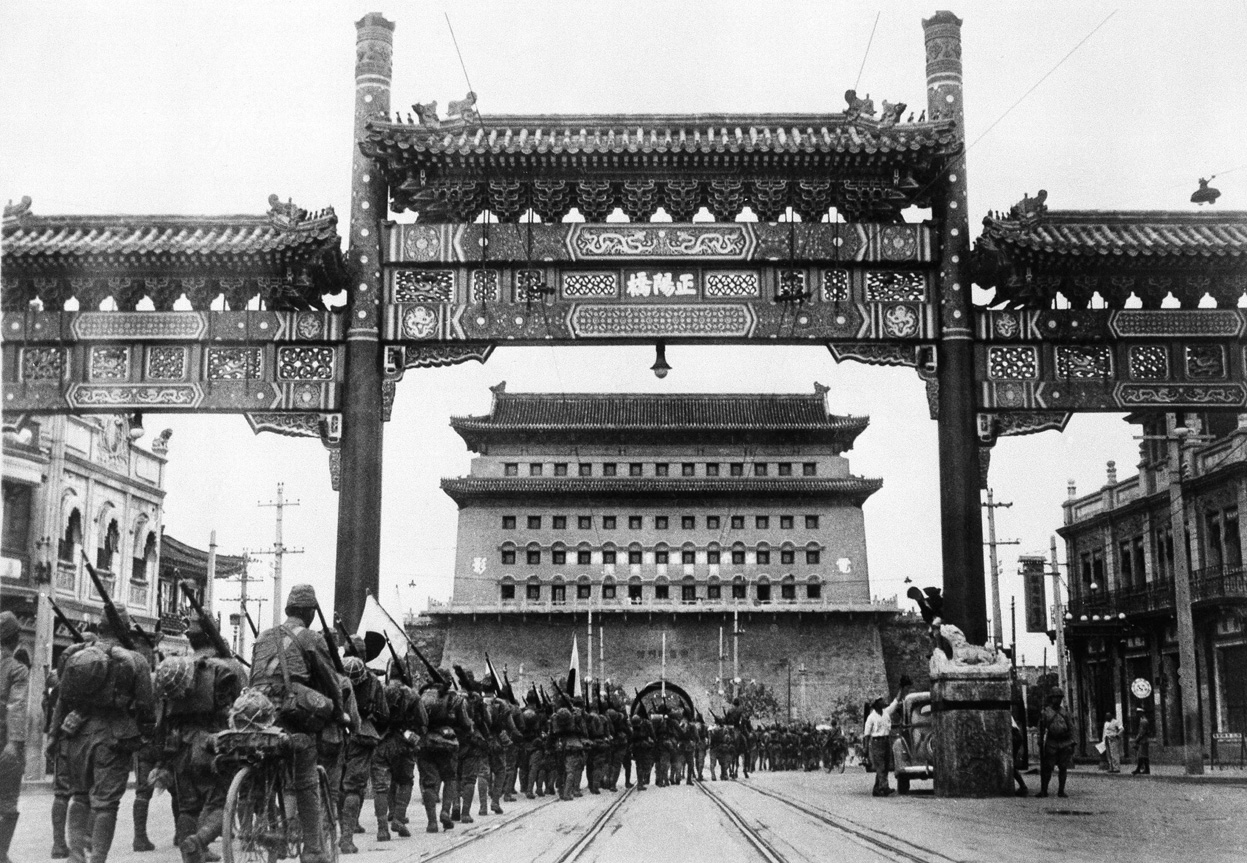
日本占领北平时的照片

### 近代中国城市化的衰退与曲折发展（1937-1949）
在抗日战争和国共内战十余年战争的影响作用下，中国的城市均遭到了不同程度的损毁，城市化进程严重减慢，大部分地区的城市化处于倒退状态，城市人口比重从12-15%下降到10.6%。

## 现代（1949年至今）

### 中华人民共和国成立初期的发展（1949-1958）
1949年中华人民共和国建立时，中国的工业基础和城市化水平十分落后。据估计，1949年全国工业化率仅为12.57%，城市化率仅为10.6%，工业和城市空间分布呈现出东部沿海地区畸重的不均衡格局。
中华人民共和国成立后，仅用了三年时间就将国民经济恢复到抗日战争前的最高水平。1949-1952年间，中国的重工业和轻工业年均增长率高达48.8%和29%。在这个过程中，中国的城市化水平有了很大的提高，至1952年，城市人口约有5760多万人，城市人口占总人口比例提高到11.8%，1952年全国职工人数比1949年增加了97.5%。
在之后展开的第一个五年计划中，中国城市化水平也有较大的提高，城市人口增加到近9950万人。城市化水平由1952年的11.8%提高到1957年底的15.4%，城市数量从1949年的136个到1957年底的176个。

### 大跃进和文化大革命中的中国城市化（1958-1978）
城市人口在1950年到1965年间每年以3%~4%的速度增长，并于1958-1960年的大跃进期间经历了快速的增长，以能够适应快速工业化的要求。然而在大跃进中，中国大部分城市的建设规模超过了当时经济发展水平所能负担的程度。大跃进期间，全国新设市44个，城市人口由1957年的9949余万人增加到1960年的1.3亿多人，城市人口净增31.4%。城市化水平由1957年底的15.4%迅速上升到1960年的19.7%。
城市化必然带来一些社会问题：“其中一些问题的根源在于整个社会，其中一些问题是因为城市化和城市设置的性质所造成或引起的。”
由于过快的城市化给中国造成了大量负面影响，从1961年起，国家开始推行收缩性的经济计划。在1961一1965年间，无论是城市人口数量还是城市数量都出现了负增长的状况。城市化水平由1960年的19.8%下降为1965年的17.9%。
中国城市化经过1958一1965年间的大起大落后。便步入长期停滞时期。在文化大革命（1966-1976）期间，城镇人口的增长速度由于上山下乡运动而下降。据估计，从1962年到1978年，1800万城市年轻人转移到了农村，城市化水平停滞不前。1966-1978年间，全国城镇人口总数由约1.33亿人增加至1.72亿人，平均增长速度仅为2.2%，城市化率由17.86%仅增至17.92%。

### 改革开放以来的中国城市化（1978至今）
根据世界各国城市化发展的阶段性规律，当一个国家的城市化水平达到30%时，这个国家的城市化发展就处在加速发展时期。
在1978年12月改革开放开始以后，随着不断的经济建设和经济体制改革，城市人口增长开始加速，加上外资的流入创造了大量的就业机会，从而造成了城镇人口的增长。相较二十世纪六七十年代，中国大陆在1980-1995年期间城市数量增长速度有了巨大的提升，由1978年的193个增至1994年的622个，平均每年增加城市33个。到1994年，中国大陆城镇人口达到3.43亿，城市化水平达到28.6%，比1978年提高了10.7%。到2000年，城镇人口已经接近4.56亿，城市化水平提高到36.09%。2011年，中国城市化率首次超过50%。截至2016年，中国大陆城镇化率达到57.35%， 城镇人口已经多于农村人口。中国的农村人口数量在改革开放之后依旧在持续增长至1995年达到8.6亿的顶峰，此后开始下降。
目前中国形成了珠江三角洲、长江中下游平原、环渤海地区等城市群。据2010年中国人口普查的统计数据，中国有6个常住人口超过千万的超大城市，其中上海以2231.55万人居全国第一。
| 指标 | 年末总人口（万人） | 城镇人口（万人） | 乡村人口（万人） | 城镇化率（%） |
| ---- | ------------------ | ---------------- | ---------------- | ------------- |
| 1996 | 122389             | 37304            | 85085            | 30.48%        |
| 1997 | 123626             | 39449            | 84177            | 31.91%        |
| 1998 | 124761             | 41608            | 83153            | 33.35%        |
| 1999 | 125786             | 43748            | 82038            | 34.78%        |
| 2000 | 126743             | 45906            | 80837            | 36.22%        |
| 2001 | 127627             | 48064            | 79563            | 37.66%        |
| 2002 | 128453             | 50212            | 78241            | 39.09%        |
| 2003 | 129227             | 52376            | 76851            | 40.53%        |
| 2004 | 129988             | 54283            | 75705            | 41.76%        |
| 2005 | 130756             | 56212            | 74544            | 42.99%        |
| 2006 | 131448             | 58288            | 73160            | 44.34%        |
| 2007 | 132129             | 60633            | 71496            | 45.89%        |
| 2008 | 132802             | 62403            | 70399            | 46.99%        |
| 2009 | 133450             | 64512            | 68938            | 48.34%        |
| 2010 | 134091             | 66978            | 67113            | 49.95%        |
| 2011 | 134916             | 69927            | 64989            | 51.83%        |
| 2012 | 135922             | 72175            | 63747            | 53.10%        |
| 2013 | 136726             | 74502            | 62224            | 54.49%        |
| 2014 | 137646             | 76738            | 60908            | 55.75%        |
| 2015 | 138326             | 79302            | 59024            | 57.33%        |
| 2016 | 139232             | 81924            | 57308            | 58.84%        |
| 2017 | 140011             | 84343            | 55668            | 60.24%        |
| 2018 | 140541             | 86433            | 54108            | 61.50%        |
| 2019 | 141008             | 88426            | 52582            | 62.71%        |
| 2020 | 141212             | 90220            | 50992            | 63.89%        |
| 2021 | 141260             | 91425            | 49835            | 64.72%        |
| 2022 | 141175             | 92071            | 49104            | 65.22%        |
| 2023 | 140967             | 93267            | 47700            | 66.16%        |
| 2024 | 140828             | 94350            | 46478            | 67.00%        |

## 中国城市化发展

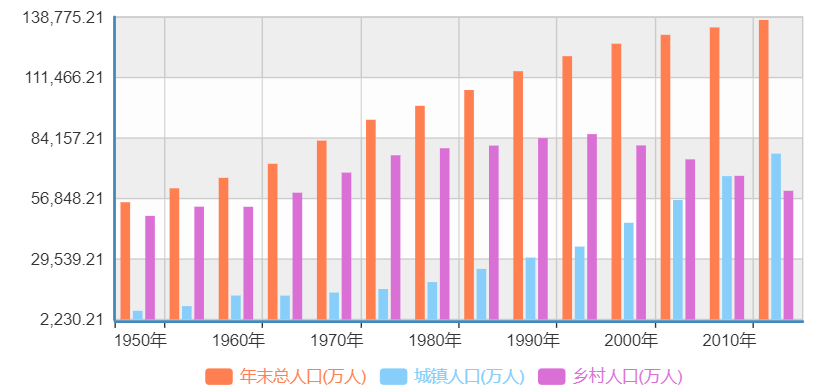
中华人民共和国城市人口和农村人口的发展图，在2011年时城市人口首次超过农村人口

根据联合国的数据显示，2008年全球城市人口超过农村人口，而中国的城市化从1978年城市人口占17.9%到2015年达到56.15%，并形成了以珠三角、长三角和京津冀三大城市群为代表的中国城市群。城市化的发展进程引起了大规模人口流动和经济交流。珠三角城市群、长三角城市群、京津冀城市群的常住人口占全国地级及以上城市人口总数的23.4%。三大城市群接纳了总计超过6000万人口净流入。中国实际上已经步入了城市时代。